# ماركوس اولسون
ماركوس اولسون (بالسويدية: Marcus Olsson)‏ هو لاعب هوكي الجليد سويدي، ولد في 25 سبتمبر 1986 في تريليبورج في السويد.

## وصلات خارجية
- ماركوس اولسون على موقع EliteProspects.com (الإنجليزية)
- ماركوس اولسون على موقع Eurohockey.com (الإنجليزية)